# 纳塔莉·贝茨
纳塔莉·贝茨（英語：Natalie Bates，1980年3月29日—），澳大利亚女子自行车运动员。她曾代表澳大利亚参加2006年英联邦运动会自行车比赛，获得一枚金牌。

## 家庭
妹妹凯瑟琳·贝茨。